# 南纪门街道
南纪门街道，是中华人民共和国重庆市渝中區下辖的一个乡镇级行政单位。

## 行政区划
南纪门街道下辖以下地区：
十八梯社区、解放西路社区、凉亭子社区、凯旋路社区和邮政局巷社区。